# Jüdischer Friedhof Binsförth

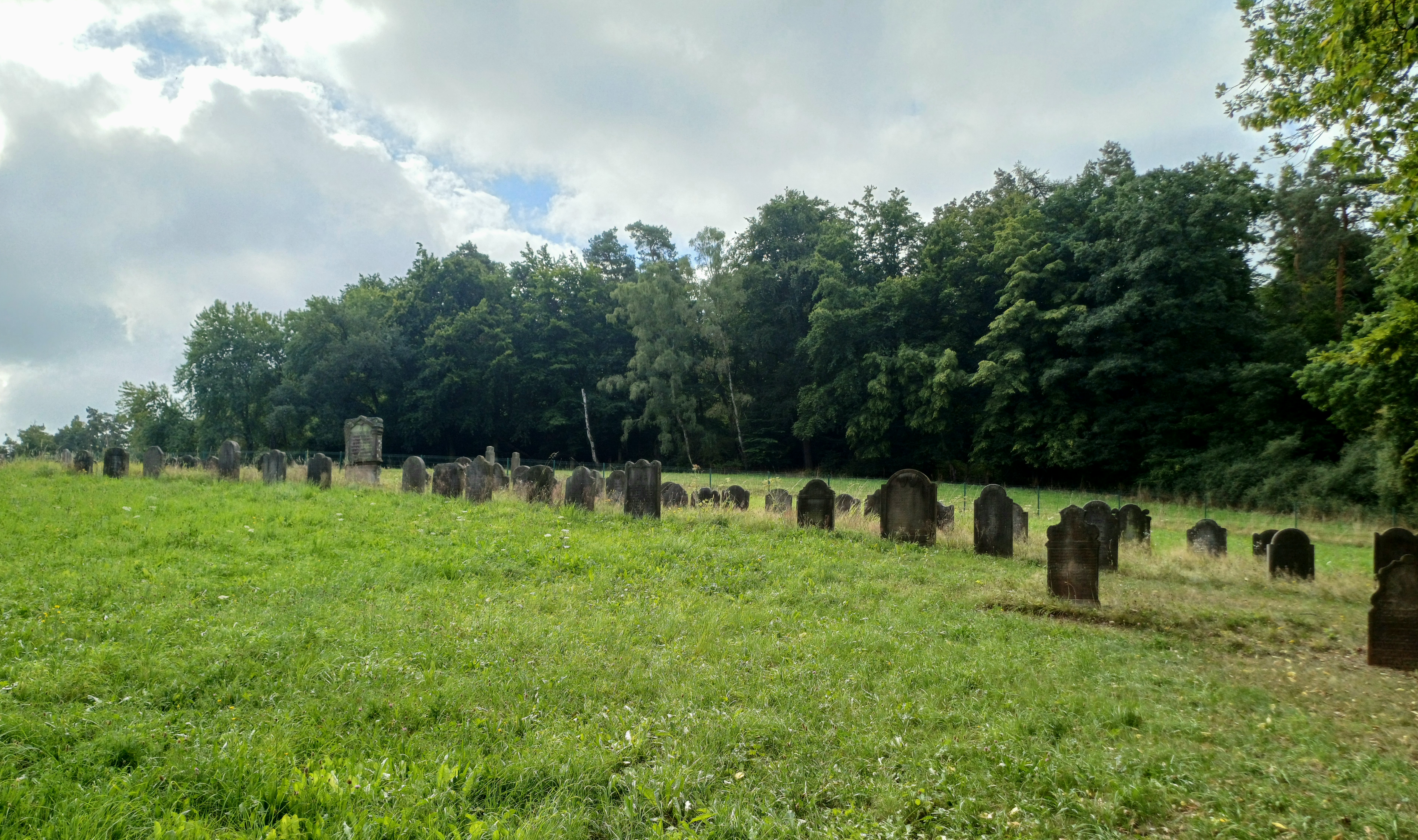
Jüdischer Friedhof Binsförth

Der jüdische Friedhof Binsförth liegt in der Gemarkung von Binsförth, einem Ortsteil der Gemeinde Morschen im Schwalm-Eder-Kreis in Nordhessen. Es ist der älteste jüdische Friedhof Nordhessens.
Der 5540 m² große und bis 1937 genutzte Friedhof ist umzäunt und befindet sich etwa 800 m südwestlich des Dorfs am Nordhang der Wichter Höhe, unmittelbar nördlich des dortigen Waldrands. Er ist vom Dorf aus über einen anfangs parallel zum Eselsgrabens verlaufenden Feldweg zu erreichen. Das Gelände wurde Mitte des 17. Jahrhunderts von den Herren von Baumbach, örtlichen Rittergutsbesitzern, der jüdischen Gemeinde im benachbarten Beiseförth geschenkt, zu der auch die jüdischen Einwohner der Orte Binsförth, Malsfeld, Neumorschen und Rengshausen gehörten. Außerdem fanden auch verstorbene Juden aus Heinebach und Nenterode sowie bis 1860 bzw. 1867 auch aus Melsungen, Röhrenfurth und Spangenberg hier ihre letzte Ruhestätte.
Insgesamt sind heute noch 256 Grabsteine (Mazewot) aus der festgestellten Belegzeit von 1694 bis 1937 vorhanden; die älteste lesbare Inschrift eines Grabdenkmals ist aus dem Jahr 1694.